# Bruno Vlahek
Bruno Vlahek, né à Zagreb en 1986, est un pianiste et compositeur croate.

## Biographie
Il obtient son 1er diplôme de pianiste avec Vladimir Krpan, en tant qu'un des plus jeunes étudiants dans l'histoire de cette Académie. Il poursuit ses études à Lausanne avec Jean-François Antonioli et au conservatoire de Cologne avec Vassily Lobanov qui lui enseigne également la composition et l'improvisation. 
En 2010-2013, il entre au Conservatoire Reine Sofia de Madrid sous la conduite de Dmitri Bachkirov et remporte les 1er prix du Concours Alexandre Scriabine à Paris et Ricardo Viñes à Lérida. Il est lauréat du Concours international de piano de Shanghai (Chine) en 2012 et du Concours international de piano de Lyon en 2016, où il a gagné le 3e prix et le Prix du public. Il a également remporté les prix Paderewski (Suisse), le prix de la Fondation Yamaha (Espagne), le prix Pnina Salzman (Israël) et les Artists on Globe Award 2014. En 2011, il a reçu un diplôme d'honneur par Sa Majesté la Reine Sofia d'Espagne.
Il a joué dans des salles prestigieuses en Europe, Asie, Afrique, Amérique du Sud, Russie et Israël, comme le Palais de la musique catalane à Barcelone, l’Université de musique Franz-Liszt de Budapest, le Mozarteum de Salzbourg, le Centre des arts de Séoul, Shanghai Concert Hall, Musée d'art de Tel Aviv, les festivals de Bolzano, Dubrovnik, Vienne, Dar-es Salaam, Palma de Mallorca, Moscou et Verbier. 
Ses prestations ont été enregistrées par la BBC, NPO Radio 4, Radio Catalunya, et la Radio Suisse Romande notamment pour le 2e concerto de Saint-Saëns avec l’Orchestre de chambre de Lausanne.
Il a composé plus de quarante œuvres de différents genres, qui ont été réalisées sur les cinq continents.